# Чернієнко Наталія Миколаївна
Ната́лія Микола́ївна Черніє́нко (* 1965) — українська та радянська метальниця списа. Майстер спорту СРСР.

## З життєпису
Народилася 1965 року. Вихованка Одеської обласної спеціалізованої дитячо-юнацької спортивної школи Олімпійського резерву
Переможниця Чемпіонату Європи з легкої атлетики серед юніорів-1983.
Учасниця Чемпіонату Європи з легкої атлетики 1990 року. На Чемпіонаті світу з легкої атлетики-1991 посіла четверту сходинку.
1990 року встановила рекорд України — 67.88 м .
На Чемпіонаті України з легкої атлетики-1992 здобула срібну нагороду.